# Amitostigma alpestre
Amitostigma alpestre är en orkidéart som beskrevs av Noriaki Fukuyama. Amitostigma alpestre ingår i släktet Amitostigma och familjen orkidéer. Inga underarter finns listade i Catalogue of Life.